# Marco Antonio
Marco Antonio är en ort i Mexiko.   Den ligger i kommunen Cosamaloapan de Carpio och delstaten Veracruz, i den sydöstra delen av landet, 400 km öster om huvudstaden Mexico City. Marco Antonio ligger 5 meter över havet och antalet invånare är 157.
Terrängen runt Marco Antonio är mycket platt. Runt Marco Antonio är det ganska glesbefolkat, med 43 invånare per kvadratkilometer. Närmaste större samhälle är Cosamaloapan de Carpio, 2,8 km öster om Marco Antonio. Trakten runt Marco Antonio består till största delen av jordbruksmark.